# Lauve Station
Lauve Station (Lauve stasjon) er en tidligere jernbanestation på Vestfoldbanen, der ligger i byområdet Lauve/Viksjord i Larvik kommune i Norge. Stationen åbnede sammen med banen 7. december 1881. Til at begynde med hed den Tjødling, men den skiftede navn til Tjølling i april 1894, til Løve 1. december 1919 og endelig til Lauve 15. december 1933.
Stationen blev fjernstyret 27. oktober 1971, og 28. maj 1978 ophørte betjeningen med persontog, samtidig med at stationen blev gjort ubemandet. I dag er der krydsningsspor og et sidespor på stedet. Stationsbygningen, der er opført i gulmalet træ efter tegninger af Balthazar Lange, eksisterer stadig.